# À la même heure dans deux ans
Singles de Elsa
Jour de neige
(octobre 1988) Jamais nous
(juin 1989)
Pistes de Elsa
Celui qui viendra
(9) Nostalgie-cinéma
(11)
À la même heure dans deux ans est une chanson d'Elsa, parue sur son premier album Elsa. Elle est sortie en single en avril 1989 en tant que quatrième single de l'album.
La sortie du single est décidée par rapport à son texte qui traite de la fin de la génération des années 1980 et des prémices de la décennie des années 1990. Bien que moindre par rapport à ses prédécesseurs, ce single rencontre le succès, atteignant la 7e place du Top 50 et restant dans ce même hit-parade pendant 15 semaines.

## Paroles et histoire
Les paroles de la chanson évoquent les changements de vie possibles d'un groupe d'amis en l'espace de deux ans et se demandent s'ils resteront amis.
Elsa a interprété À la même heure dans deux ans en public lors de son concert à l'Olympia en 1990 et pendant la tournée qui l'a suivi. Elle ne l'a jamais réinterprétée depuis. Le texte, il est vrai, situe l'action de la chanson à la fin des années 1980. La chanson est incluse sur la compilation Elsa, l'essentiel 1986-1993, sortie en 1997.

## Vidéo-clip
Le clip, réalisé par Denis Maillet, a été tourné sur une plage de Normandie où Elsa reçoit des amis, lors de son anniversaire, pour refaire le monde dans sa maison de bord de mer et autour d'un grand feu sur la plage.

## Accueil commercial
À la même heure dans deux ans est entré dans le Top 50 à la 25e place le 29 avril 1989, avant de figurer parmi les dix première places quatre semaines plus tard où le single est resté cinq semaines consécutives, a atteint la 7e place lors de sa huitième semaine, et a quitté le top 50 après 15 semaines de présence. Le single s'est écoulé à plus de 150 000 exemplaires en France.
Dans le classement paneuropéen Eurochart Hot 100, il débute à la 76e place le 13 mai 1989 et atteint la 29e place lors de sa huitième semaine, et quitte le classement après 13 semaines. Il a également atteint la 46e place du classement de diffusion radiophonique European Airplay Top 50, où il est resté classé pendant une semaine.
Le single a eu un succès d'estime au Japon[réf. souhaitée].

## Supports commerce
| A. | À la même heure dans deux ans | 3:30 |
| B. | Sud-Africaine                 | 3:50 |

| 1. | À la même heure dans deux ans  | 3:30 |
| 2. | Sud-Africaine                  | 3:50 |
| 3. | Jour de neige (version longue) | 8:02 |

## Classements
| Classement (1989)             | Meilleure position |
| ----------------------------- | ------------------ |
| Europe (Eurochart Hot 100)    | 29                 |
| France (SNEP)                 | 7                  |
| France (Radios périphériques) | 5                  |
| Québec (Palmarès francophone) | 26                 |

| Classement (1989) | Position |
| ----------------- | -------- |
| France (SNEP)     | 53       |

## Historique de sortie
| Pays      | Date | Format                | Label        |
| --------- | ---- | --------------------- | ------------ |
| France    | 1989 | CD maxi               | Ariola       |
| France    | 1989 | 45 tours              | Ariola       |
| Allemagne | 1989 | CD maxi               | Ariola       |
| Japon     | 1989 | 45 tours promotionnel | Ariola       |
| Japon     | 1989 | CD single             | Ariola       |
| Canada    | 1989 | 45 tours promotionnel | Star Records |